# Петр Врана
Петр Врана (чеськ. Petr Vrána; 29 березня 1985, м. Штернберк, ЧССР) — чеський хокеїст, центральний нападник. Виступає за «Лев» (Прага) у Континентальній хокейній лізі.
Вихованець хокейної школи ХК «Стернберк». Виступав за ХК «Гавіржов», «Галіфакс Мусгедс» (QMJHL), «Олбані Рівер-Ретс» (АХЛ), «Ловелл Девілс» (АХЛ), «Нью-Джерсі Девілс», ХК «Вітковіце», «Амур» (Хабаровськ).
В чемпіонатах НХЛ — 16 матчів (1+0). В чемпіонатах Чехії — 87 матчів (22+20), у плей-оф — 32 матча (12+5).
У складі молодіжної збірної Чехії учасник чемпіонату світу 2005.

## Досягнення та нагороди
- «Кубок RDS» — найкращому новачку року QMJHL (2003)
- Бронзовий призер молодіжного чемпіонату світу (2005).